# Воробьёвский (Новосибирская область)
Воробьевский — посёлок в Новосибирском районе Новосибирской области России. Входит в состав Кудряшовского сельсовета.

## География
Площадь посёлка — 10 гектаров.

## Население
| 2002 | 2007 | 2010 |
| ---- | ---- | ---- |
| 13   | ↘11  | ↗19  |

## Инфраструктура
В посёлке по данным на 2007 год отсутствует социальная инфраструктура.